# Madrasa

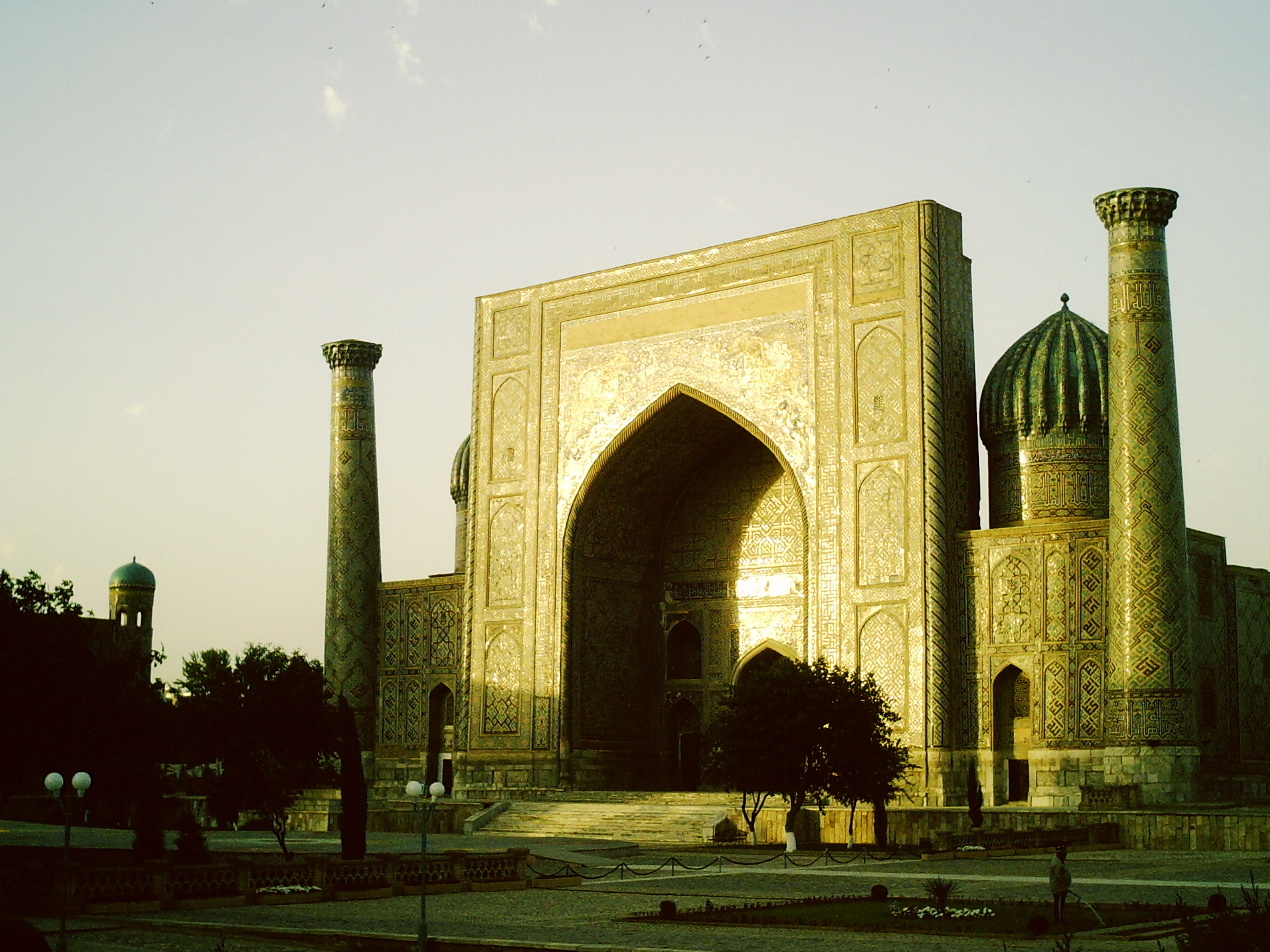
Sher-Dor Madrasa, Samarcanda, Uzbekistan, 2007

Una madrasa, o medersa (per metatesi in arabo مدرسة‎?, madrasa, "scuola"), nella storia della cultura islamica, indicava una scuola ma nell'XI secolo – dopo l'arrivo dei turchi Selgiuchidi in Vicino Oriente – passò a designare l'istituto di studi superiori in cui si ultimava l'apprendimento garantito dal maktab e dalla moschea.
Il fondatore della madrasa come istituzione superiore islamica fu il gran visir selgiuchide Nizam al-Mulk.

## Storia
Quale istituto educativo (pubblico o privato), proponeva un percorso formativo basato specie sull'acquisizione dei principi della religione islamica, la cui comprensione, poi, giustificava l'apprendimento della lingua araba (fonetica, morfologia e sintassi) e della storia e letteratura sacra dell'Islam. 
Se nella madrasa si era educati unicamente alla teologia e al diritto islamici (Fiqh), in altre strutture pubbliche (jāmiʿāt; sing. jāmiʿa) si approfondiva lo studio delle scienze private. A partire dal XIX secolo, sotto l'influenza del colonialismo europeo, molte madrase assunsero la struttura di università, organizzandosi in facoltà e insegnandovi anche dottrine non teologiche.

## Lamadrasaoggi
Oggi il termine madrasa può riferirsi senza distinzione a una scuola o unʼistituzione formativa, sia questa specificamente islamica, laica o di altre religioni. I corsi possono incentrarsi sulla sola memorizzazione del Corano, fregiando gli allievi del titolo di hāfiẓ (حافظ; lett. 'preservatore, custode' [del Corano]), o possono includere lo studio della lingua araba letteraria, del tafsīr (تفسير – l'esegesi coranica), della shariʿa (شريعة – il diritto musulmano) e degli aḥādīth (حديث – i racconti sui detti e fatti di Maometto), insignendoli del titolo di ʿālim (عالم 'persona dotta') al termine del corso di studi.